# Waterleiding Maatschappij Limburg
NV Waterleiding Maatschappij Limburg (WML) is de drinkwaterproducent en -leverancier voor alle, ruim 500.000 huishoudens in Nederlands-Limburg. Daarnaast levert WML leidingwater aan iets meer dan 15.000 bedrijven. Aandeelhouders van WML zijn de Provincie Limburg en de Limburgse gemeenten. Het hoofdkantoor bevindt zich in Maastricht.

## Activiteiten
In 2021 verbruikte een gemiddeld huishouden in het WML gebied zo'n 105 m³ water per jaar.
Van oudsher wordt in Limburg voor drinkwater lokaal grondwater gewonnen. WML pompt dit op 21 verschillende locaties op en dit maakt driekwart van al het geleverde water uit. Maaswater wordt ook gebruikt als bron van leidingwater. Dat gebeurt in het Midden-Limburgse Beegden bij het waterproductiebedrijf Heel. In Roosteren maakt WML gebruik van oevergrondwaterwinning. Op een aantal plekken aan de Limburgse oostgrens wordt drinkwater ingekocht uit Duitsland. Dit is afkomstig uit de stuwmeren in Dreilägerbach en de Wehebach in de Noord-Eifel. Door de aanwezigheid van kalksteen (mergel) is het grondwater in bepaalde gedeeltes van Limburg vrij hard, oftewel kalkhoudend. Verwarming van dit water kan tot afzetting van ketelsteen leiden. Daarom haalt WML op een viertal locaties een gedeelte van de kalk uit het kraanwater. Dat gebeurt op de grens van Maastricht en Meerssen (IJzeren Kuilen), in Heerlen (De Beitel), in Hunsel en is Ospel.
Voor het transport van drinkwater door Limburg exploiteert WML een ondergronds leidingnet van zo'n 8800 kilometer lang. Een ‘slagader’ verbindt de productielocaties met elkaar. Een ringleiding in Midden-Limburg zorgt voor grote leveringszekerheid. Via die slagader, ringleiding en een fijnmaziger net van transportleidingen, hoofdleidingen en aansluitleidingen komt het drinkwater uiteindelijk bij de gebruiker.

## Geschiedenis
Op 1 juli 1973 werd WML opgericht door een fusie van de provinciale waterleidingmaatschappijen voor Zuid-Limburg (1925) en die van Noord- en Midden Limburg (1940). Vóór de oprichting van waterleidingbedrijven pompte men in Limburg het water zelf op uit een waterput op het erf of in de dorpskern. In de grotere gemeenten begon men aan het eind van de 19e eeuw met het aanleggen van waterleidingen. Zo waren er in Maastricht en Roermond in respectievelijk 1887 en 1898 particuliere waterleidingnetten.  
Het eerste gemeentelijke waterleidingbedrijf ging in 1889 in Heerlen van start en het eerste streekwaterleidingbedrijf werd door particulieren in 1905 in het Geuldal (Valkenburg, Meerssen) opgericht.  
In de periode 1913-1920 ontstonden in de gemeenten van Oostelijk Zuid-Limburg openbare waterleidingbedrijfjes. Verklaarbaar door de waterwinning van de in oprichting zijnde mijnbouwbedrijven. Op het platteland waren mensen voor het water nog steeds op zichzelf aangewezen. Op initiatief van het provinciaal bestuur werden in 1910 pogingen ondernomen om tot een openbare watervoorziening op het platteland te komen. Dat mislukte aanvankelijk, totdat de provincie en zestien gemeenten in 1925 besloten om de eerder genoemde Waterleiding Maatschappij voor Zuid-Limburg op te richten. In een pand aan de Maastrichtse Sint Pieterskade begonnen op 3 juli 1925 een directeur, vier administratieve krachten, een opzichter-tekenaar en drie waterfitters met de werkzaamheden. Eind jaren 1960 verhuisde het bedrijf naar het om de hoek gelegen voormalige PLEM-kantoor aan de Prins Bisschopsingel. In 1999 betrok WML een nieuw hoofdkantoor, ontworpen door Jo Janssen. Het markante gebouw ligt aan de Limburglaan, tegenover het Gouvernement aan de Maas.
Door de overname van verschillende waterbedrijven groeide WML in de periode 1973 tot 2002 uit tot het enige drinkwaterbedrijf voor Limburg. Als laatste werd de watertak van Nutsbedrijven Maastricht ingelijfd.